# 韋氏齧牙脂鯉
韋氏齧牙脂鯉，為輻鰭魚綱脂鯉目脂鯉亞目脂鯉科的其中一個種。分布於南美洲巴西Curuá河流域，體長可達4.1公分，棲息在水流快速的溪流，成群活動，生活習性不明。